# Andrew Michael Chugg
Andrew Michael Chugg, né le 13 septembre 1962 est un historien-égyptologue britannique, auteur de quatre ouvrages sur Alexandre le Grand.
Selon lui, le corps embaumé du célèbre Macédonien pourrait de nos jours se trouver à Venise.

## Publications
- Andrew Michael Chugg, Alexandre le Grand, le tombeau perdu, Richmond Editions, 2004, 317 p. (ISBN 1-902699-63-7)